# Ntlhantlhe
Ntlhantlhe è un villaggio del Botswana situato nel distretto Meridionale, sottodistretto di Ngwaketse. Il villaggio, secondo il censimento del 2011, conta 2.342 abitanti.

## Località
Nel territorio del villaggio sono presenti le seguenti 9 località:
- Chawe di 2 abitanti,
- Gakakatle di 10 abitanti,
- Gathupa di 31 abitanti,
- Mehane di 8 abitanti,
- Mmamonkge di 26 abitanti,
- Moreokgoname,
- Rantseane di 3 abitanti,
- Sebokwane di 46 abitanti,
- Tlhogobane di 9 abitanti